# Bubble Beach
Der Bubble Beach ist ein osttimoresischer Strand an der Straße von Ombai, in der Aldeia Raucassa (Suco Lauhata, Verwaltungsamt Bazartete, Gemeinde Liquiçá). Er befindet sich westlich der Landspitze von Inur Pilila, nah der Straße zwischen Dili und Vila de Liquiçá.
Seinen Namen hat der Strand von vulkanischen Gasen, die hier aus dem Meeresboden hervortreten. Der Küstenabschnitt ist ein beliebtes Tauchgebiet.

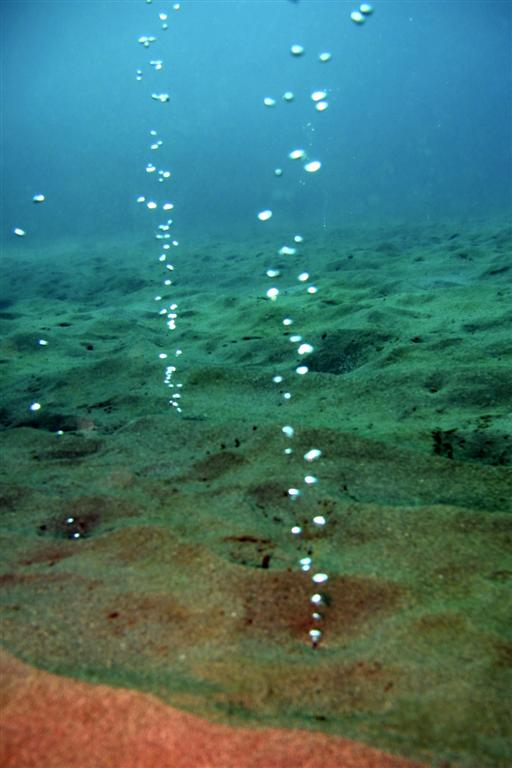
Gasblasen
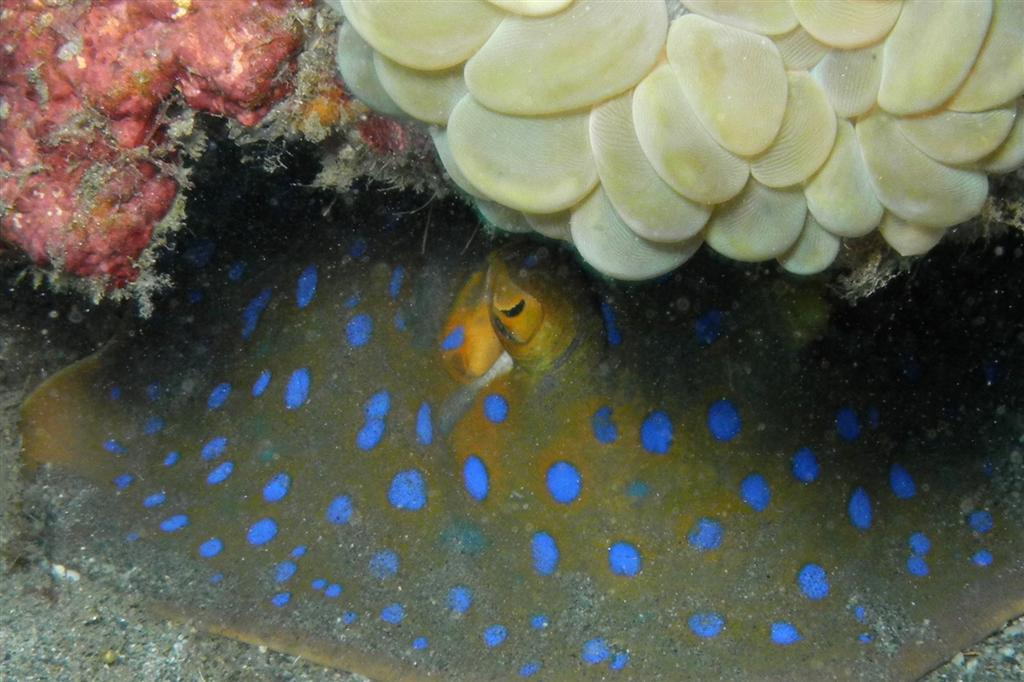
Blaupunktrochen
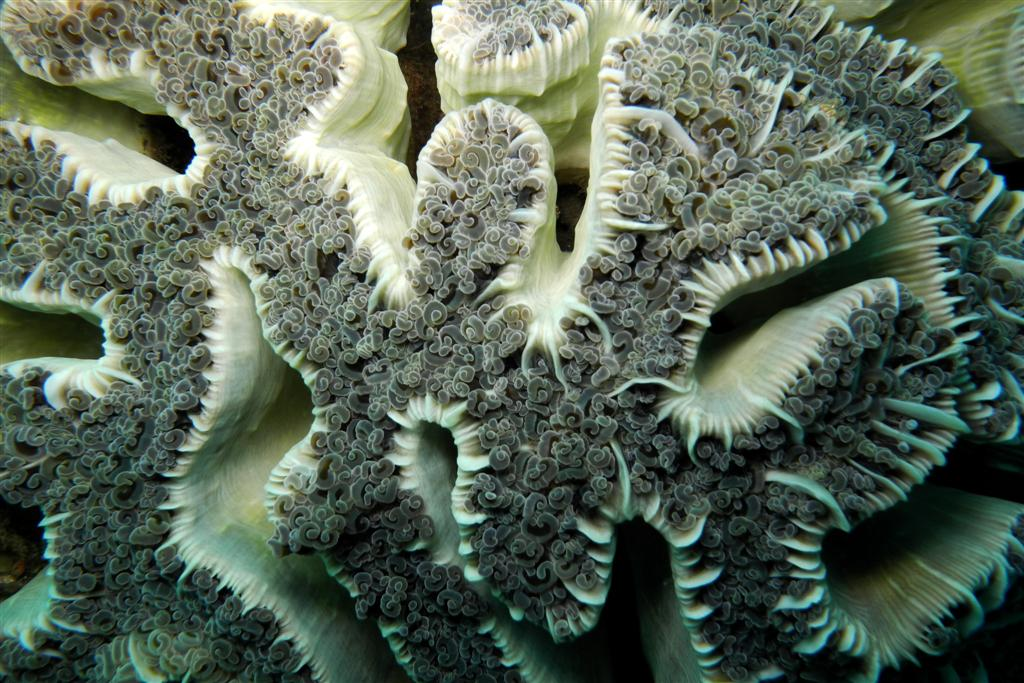
Euphyllia-Steinkoralle
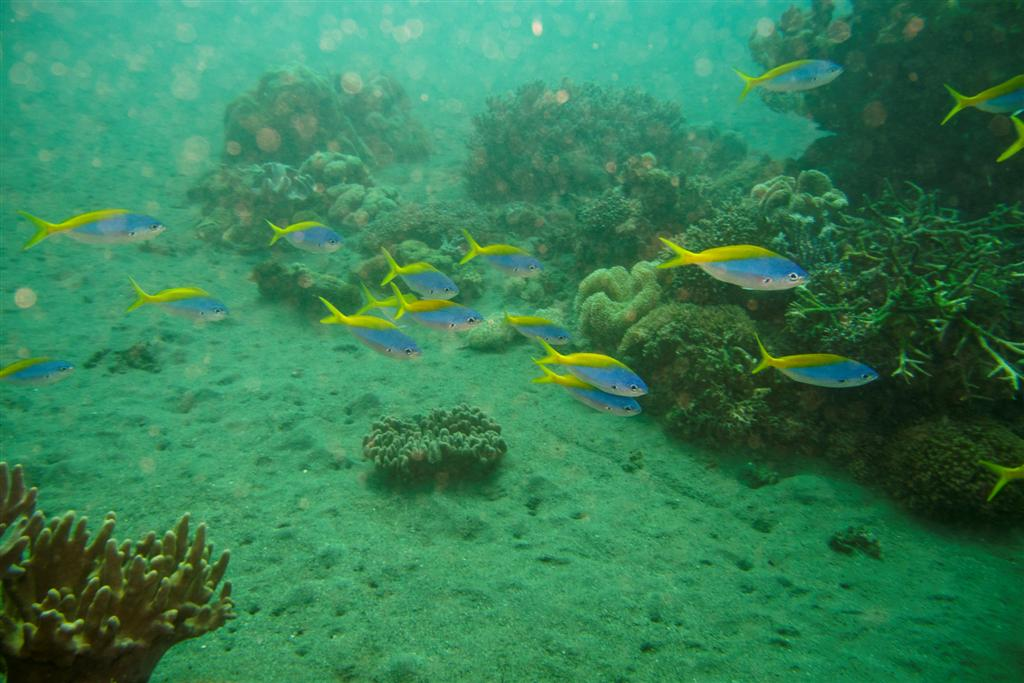
Gelbrücken-Füsilier
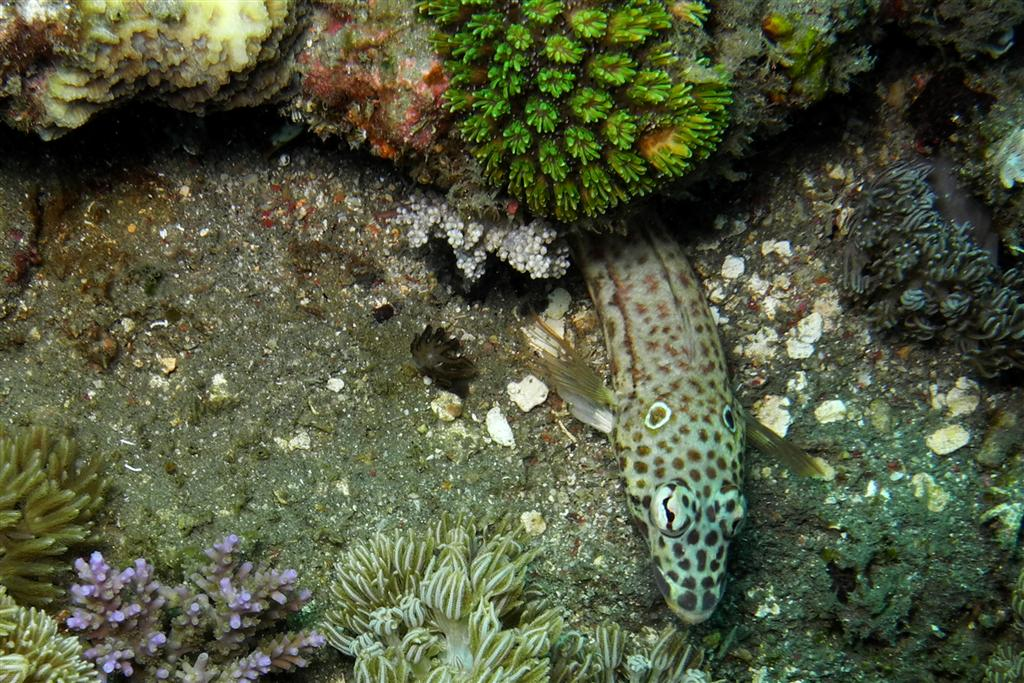
Parapercis clathrata, ein Sandbarsch